# Scena
Scena (en allemand Schenna) est une commune italienne d'environ 2 900 habitants située près de Mérano, dans la province autonome de Bolzano dans la région du Trentin-Haut-Adige dans le nord-est de l'Italie.

## Géographie

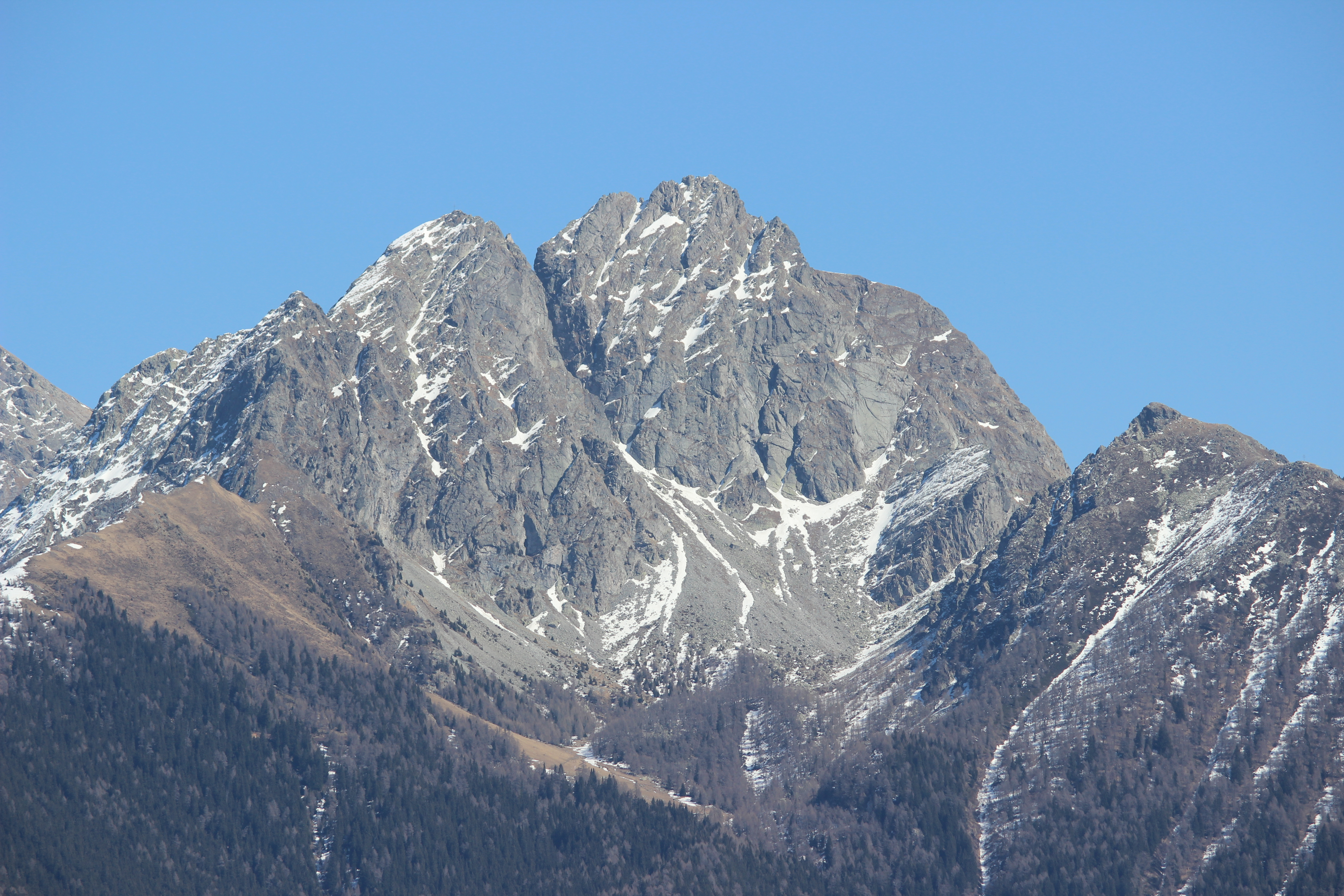
Vue ouest de l'Ifinger.

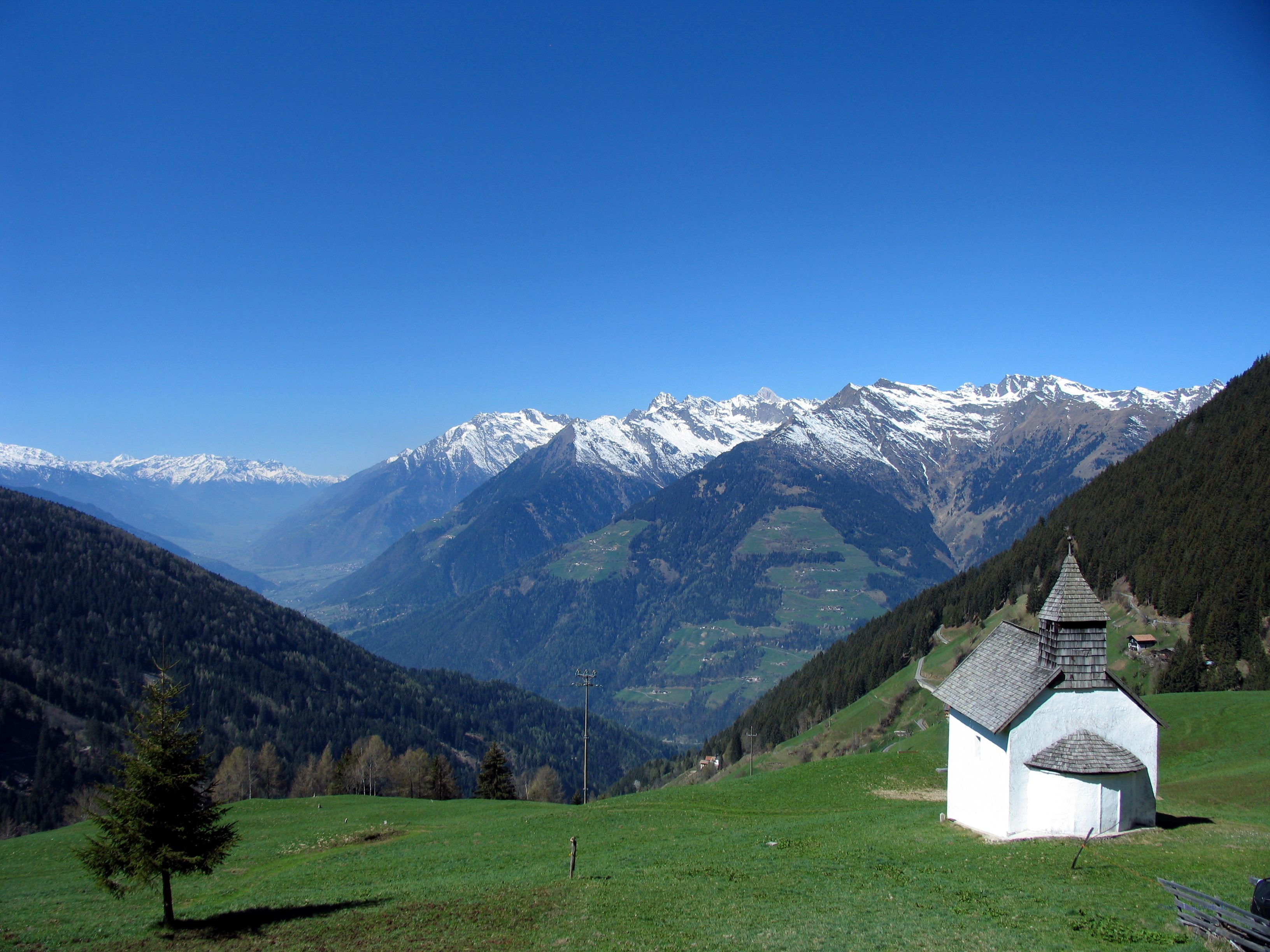
Chapelle de la Visitation, Videgg.

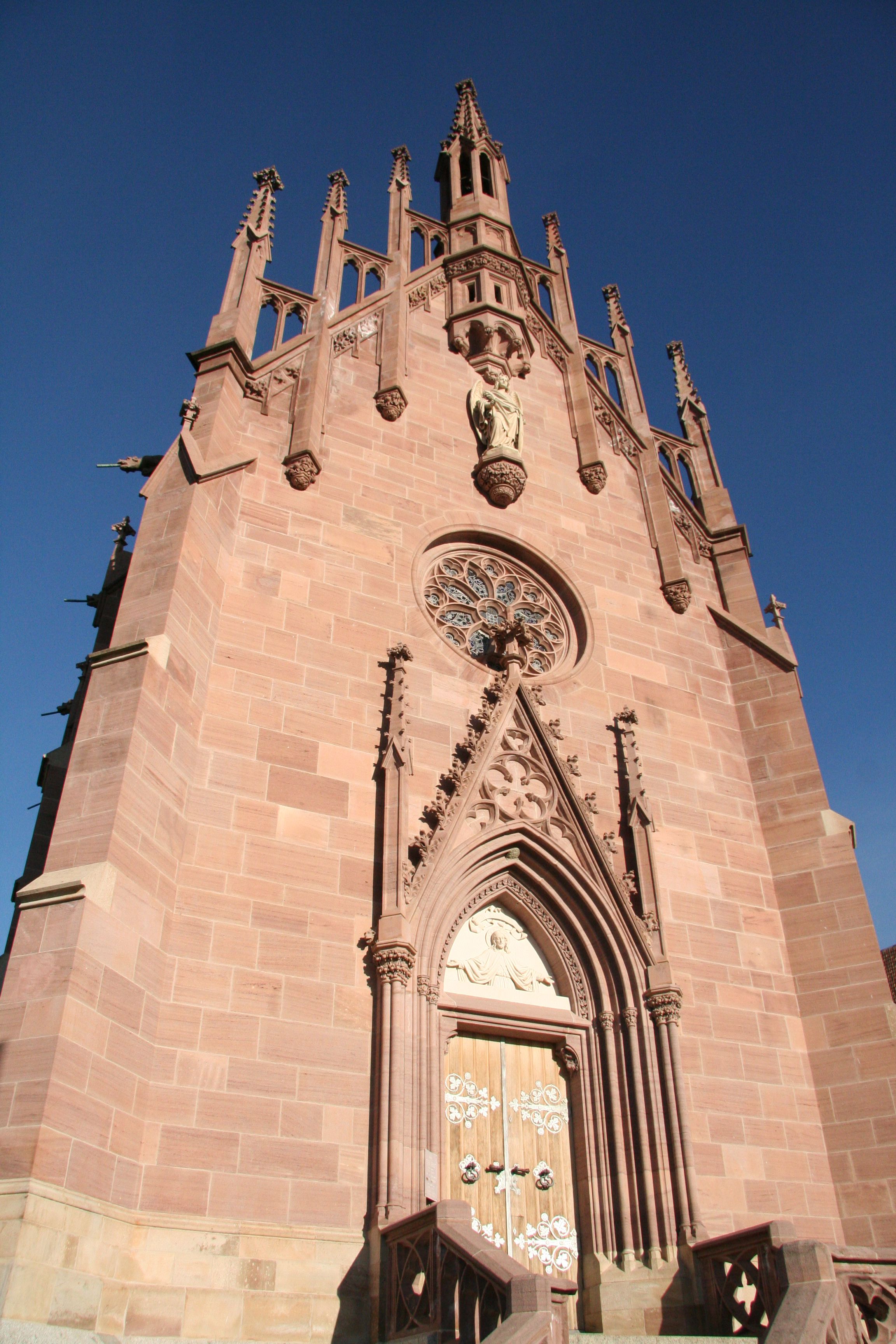
Mausolée.

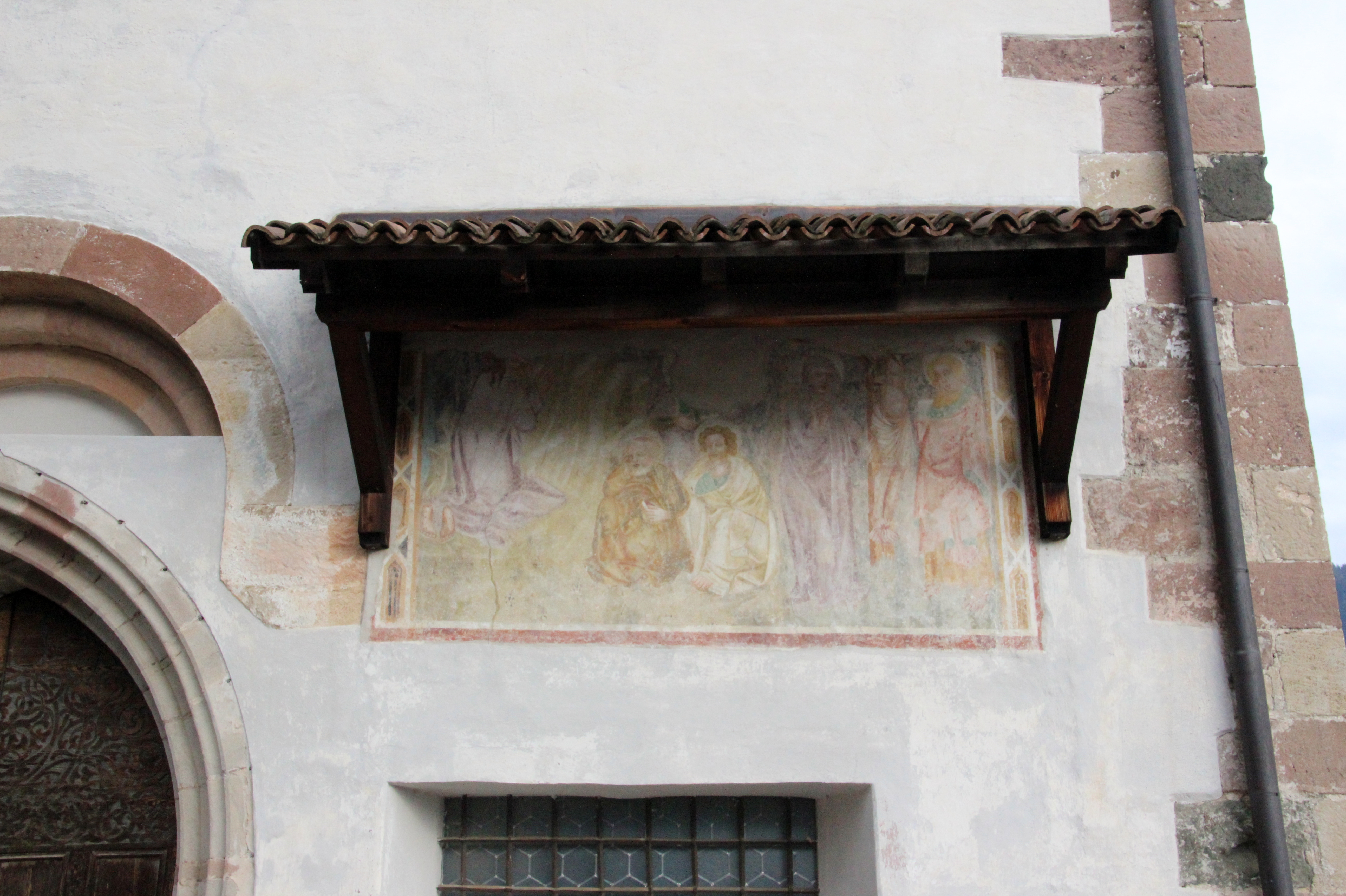
Une fresque de l'église Notre-Dame de l'Assomption.

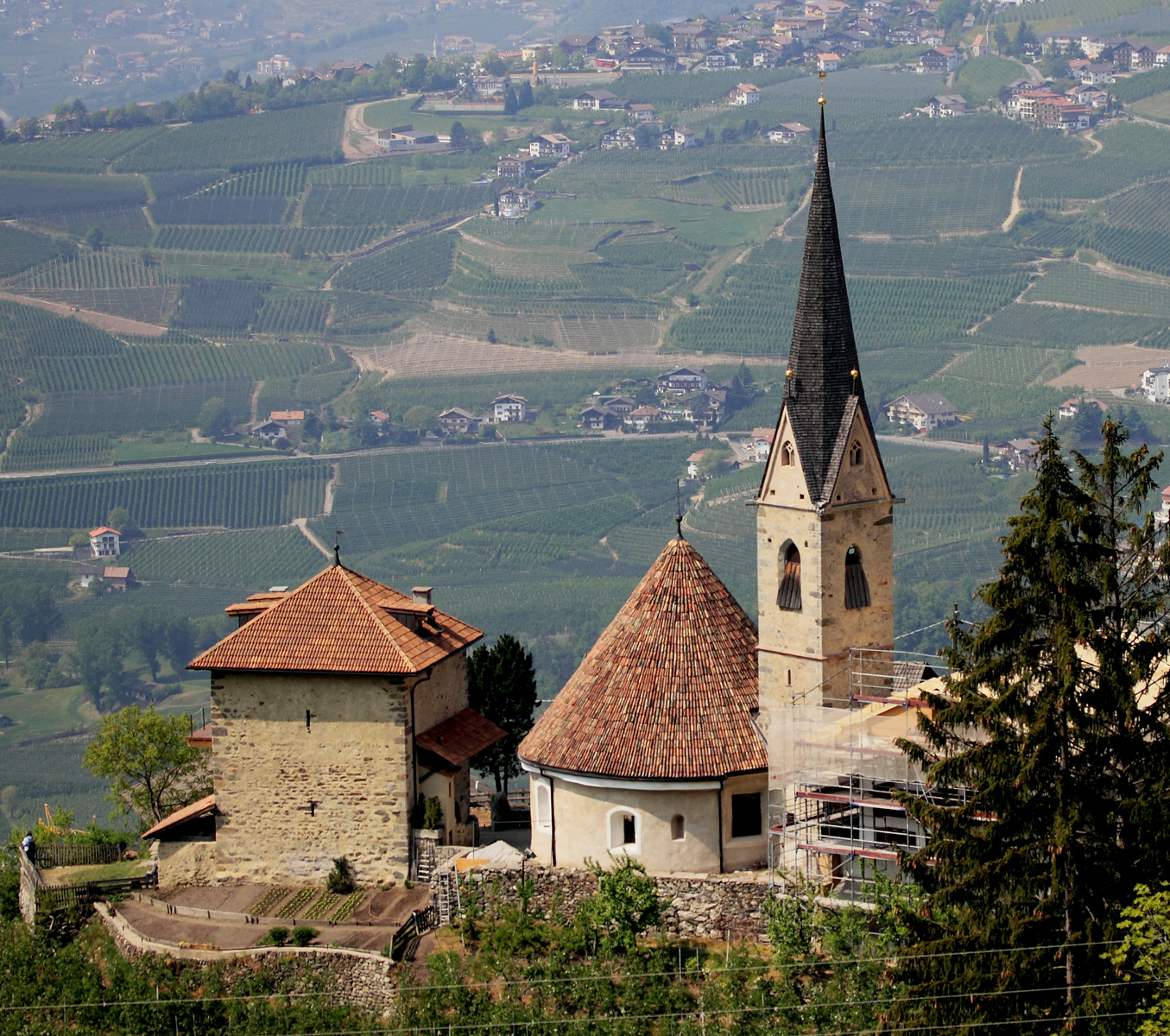
Église Saint-Georges.

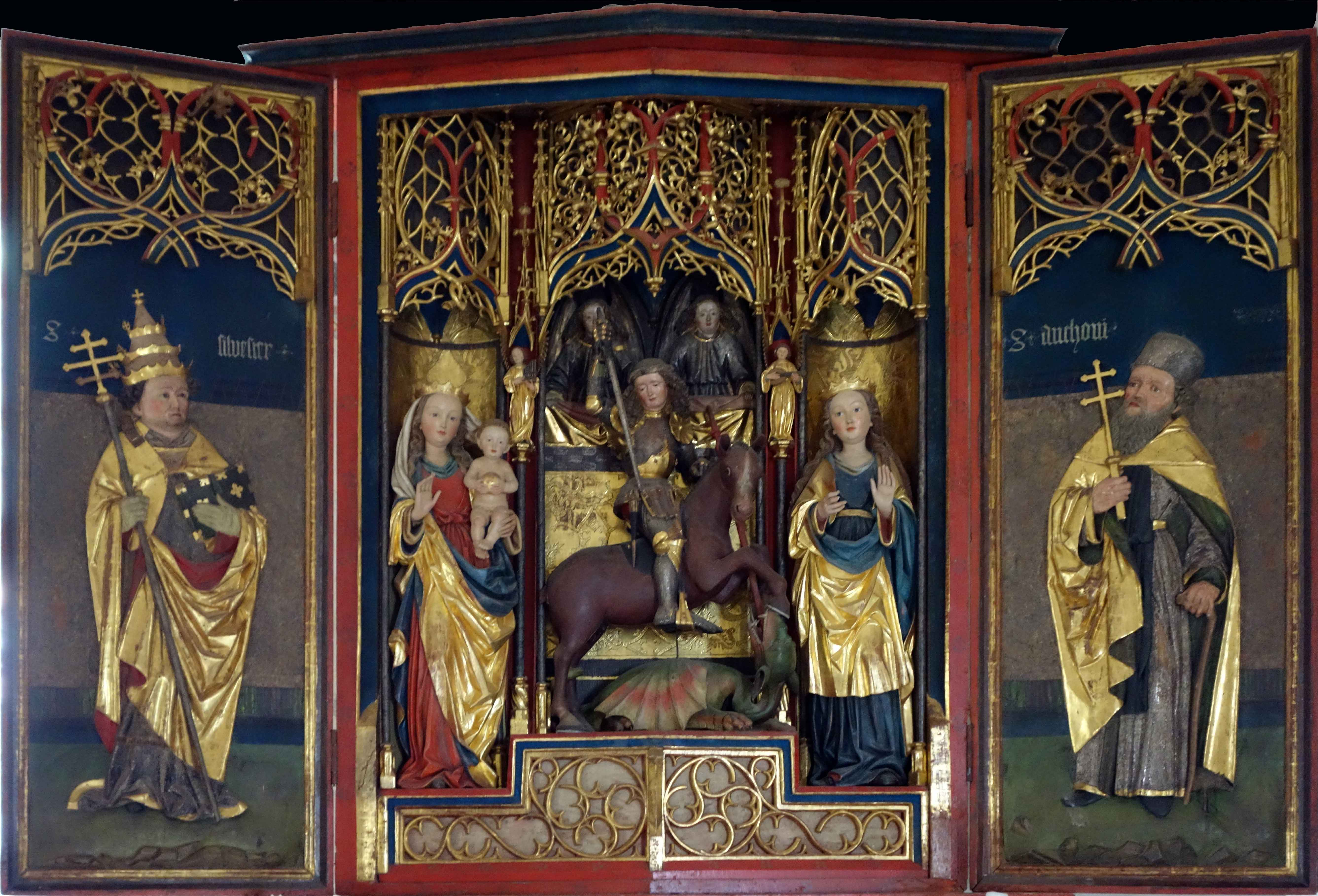
Triptyque dans l'église Saint-Georges.

La municipalité couvre une superficie de 48 kilomètres carrés et s'étend à partir de la limite de Mérano (360 m) jusqu'aux sommets des Alpes sarentines, parmi lesquels le Hirzer (2 781 m) et l'Ifinger (2 581 m). En plus du centre du village (600 m), la municipalité regroupe six districts (Verdins, St. Georgen, Schennaberg, Videgg, Untertall et Obertall), allant de 716 m à 1 536 m.

## Histoire
Le nom de Scena est documenté au XIIe siècle. Il vient probablement du mot latin « scaene » (scène comme structure). Des découvertes de monnaies suggèrent que la région autour de Scena a été habitée à l'époque romaine. Au XIIe siècle, le souverain autorise Petermann von Scena, l'un des plus puissants seigneurs de l'époque, de construire un château sur la colline de Scena. build Aujourd'hui, le château de Scena compte parmi les attractions les plus connues et les plus populaires de Scena. Le village appartenait jusqu'à la fin de la première Guerre mondiale à la juridiction de Merano et faisait partie administrativement du district de Merano.

## Tourisme
L'ancienne communauté rurale paysanne s'est muée à la fin du XXe siècle en l'un des hauts lieux touristiques les plus importants du Tyrol du Sud. Le nombre annuel de nuitées dépasse le million et Scena possède un nombre important d'hôtels des catégories à 3 et 4 étoiles. Scena offre en particulier aux randonneurs une grande variété de sentiers balisés et bien commentés à toutes les altitudes - depuis le Maiser Waalweg qui longe un canal d'irrigation jusqu'aux régions montagneuses du Ifinger et Hirzer. De nombreuses remontées mécaniques facilitent la montée vers les sentiers d'altitude et les promenades alpines; auberges de montagne, alpages et refuges y assurent l'accueil.
Une des attractions touristiques est la région de randonnées Tall-Hirzer. Le Tall-Hirzer est accessible par le téléphérique Hirzerseilbahn et le télésiège Grube  et comprend les hameaux Prenn, Oberkirn et Videgg. Il s'étend sur une variété d'alpages en activité. Le domaine de randonnées Tall-Hirzer est aussi directement accessible à partir de Verdins par le téléphérique Verdins-Tall.

## Monuments et édifices culturels
Scena possède, en plus du château et de divers bâtiments bourgeois et administratifs historiques, plusieurs églises romanes.
Château de Scena
Le château de Scena a été édifié vers 1350 par Petermann von Schenna. Acheté en 1845 par l'archiduc Jean-Baptiste d'Autriche, il est toujours la propriété de ses descendants, les comtes de Méran, qui continuent à l'habiter et d'en assurer la gestion. Les collections artistiques, avec armes et mobilier, illustrent la culture et l'histoire du Tyrol. De nombreux portrait figurent des membres importants de la famille des Habsbourg. Le château abrite la plus grande collection privée ayant trait à Andreas-Hofer, et un poêle de faïence dans la salle des chevalier Renaissance. 
Mausolée
Le mausolée est un bâtiment néo-gothique de grès rouge et de granit. Construit entre 1860 et 1869, il sert de 
lieu de sépulture pour l'archiduc Jean-Baptiste d'Autriche et sa famille. On note une crypte souterraine au lourdes voûtes en ogive; la conception artistique de l’ensemble est par des artistes d'Innsbruck et de Vérone, l'autel vient d'un atelier de Vienne. 
Saint-Georges
L'église Saint-Georges est une église à nef en rotonde de style roman du XIIe siècle. Elle est décorée de fresques romanes et gothiques, notamment sur la vie et le martyre de saint Georges. L'autel et son triptyque sont attribués à l’atelier de Hans Schnatterpeck
Ancienne église paroissiale Notre-Dame de l’Assomption
Un édifice à nef unique, à l'origine en style roman, construit vers 1200. Plusieurs remaniements ont eu lieu entre 1370 et 1402. Une rénovation en profondeur au début du XVIe siècle a modifié l'aspect général. À cette occasion, on a notamment mis au jour des fresques datant d'environ 1400.
Nouvelle église paroissiale
La construction a commencé en 1914 et, en raison de l'interruption pendant la guerre, n'a pu être terminée qu'en 1931. Le chœur est orné de statues des douze apôtres ; les quatorze stations du chemin de Croix sont sculptées par Johann Mury. Les vitraux viennent de l’atelier tyrolien d'Innsbruck. Le nouvel orgue a été construit en 1993 par Franz Zanin d'Udine et conçu artistiquement par Herbert Schönweger. Il se compose de 39 registres et a 2 744 tuyaux.
Saint-Martin
Cette petite église romane du XIIe siècle est le plus ancien monument de Scena et sert maintenant de chapelle mortuaire. Le bâtiment a deux nefs avec chacune une abside ronde et deux piliers octogonaux centraux. Il a été construit en style carolingien.

## Culture
L'activité culturelle est orientée vers son aspect touristique. On retrouve ainsi des fêtes de saisons, des foires, et autres événements sociaux :
- Les soirées d'été à Scena
- Rallye Oldimer Südtirol Classic[3]
- Marché de Scena
- Tallner Sunntig
- Festival d'automne des tireurs
- Avents au château de Scena
- Saint-Sylvestre à Scena

## Administration
| Période  | Période  | Identité    | Étiquette                    | Qualité |
| -------- | -------- | ----------- | ---------------------------- | ------- |
| 9/5/2005 | En cours | Alois Kroll | Südtiroler Volkspartei (SVP) | maire   |

### Distribution linguistique
D'après le recensement de 2011, parmi la population, 98,18 % parlent allemand, 1,67 % italien et 0,15 % le ladin comme première langue.

### Hameaux
Montescena, Valle, Verdins

### Communes limitrophes
Les communes limitrophes sont  Avelengo, Caines, Mérano, Rifiano, San Leonardo in Passiria, Sarentino et Tyrol.

### Jumelages
La ville est jumelée avec Stainz en Autriche.